# Christian Kuntner
Christian Kuntner (* 15. Jänner 1962 in Prad; † 18. Mai 2005 in Nepal) war ein italienischer (Landesteil Südtirol) Extrembergsteiger.
Kuntner hat 13 der 14 Achttausender bestiegen, unter anderem 1995 den Mount Everest mit Marco Bianchi. Am 18. Mai 2005 wurde er beim vierten Versuch, die 8091 m hohe Annapurna zu besteigen, von einer Lawine getötet. Kuntner wurde am 28. Mai 2005 in seinem Heimatdorf Prad beigesetzt.

## Leben
Kuntner wurde am 15. Jänner 1962 in Prad (Südtirol) geboren. Die Schulzeit in Bozen schloss er mit dem Abschluss zum Fachingenieur für Maschinenbau ab und unterrichtete anschließend acht Jahre Mathematik und Naturkunde an der Mittelschule in Prad. Danach arbeitete er als freier Mitarbeiter in einem Planungs- und Vermessungsbüro, da er so mehr Zeit für die Planung und Ausführung seiner Expeditionen fand. Zwischen den verschiedenen Expeditionen und Besteigungen arbeitete er als technischer Zeichner und Bergführer.

## Expeditionen und Besteigungen

### Projekt im „Jahr des Berges“ 2002
Seine Leidenschaft für das Bergsteigen begann in den heimatlichen Bergen, den Alpen. Die Ortler-Gruppe, die Dolomiten, das Berner Oberland und auch die Walliser Alpen waren häufig Ziel seiner Touren. Zum internationalen Jahr des Berges 2002 hatte er gemeinsam mit seinem Bergkameraden Abele Blanc ein Projekt ganz besonderer Art geplant:
Von Mitte April bis Mitte Juli 2002 sollten alle anerkannten 4000er-Gipfel der Alpen bestiegen werden. Eine wochenlange Schlechtwetterphase machte es ihnen jedoch unmöglich und so erreichten sie „nur“ knapp 60 der 84 Gipfel in der geplanten Zeit.

### Erfolge im Himalaya
Im Jahr 1991 begann er mit den Besteigungen im Himalaya: Der Cho Oyu (8188 m) war sein erster Achttausender. Es folgten Manaslu (8163 m), Broad Peak (8051 m), Dhaulagiri (8167 m), Mount Everest (8848 m), K2 (8611 m) über die Japanerroute in der Nordwand, Shishapangma (8027 m) mit Skiabfahrt, Hidden Peak (Gasherbrum I) (8080 m) und Gasherbrum II (8034 m), Makalu (8485 m), Nanga Parbat (8125 m), Kangchendzönga (8586 m) über eine neue Route und Lhotse (8516 m). Kuntner hat alle Gipfel ohne Zuhilfenahme von zusätzlichem Sauerstoff und Hochträgern erreicht.

### Tod
Der letzte der 14 Achttausender, die Annapurna (8091 m), wurde ihm zum Verhängnis. In den Jahren 1997, 2002 und 2003 versuchte es Kuntner sowohl über die 1950 von den Franzosen Maurice Herzog und Louis Lachenal erstbestiegene Nordwand als auch über die erst 20 Jahre später durch den Briten Sir Chris Bonington bestiegene Südwand. Beide Routen zählen wegen unberechenbarer Schneestürme, allgegenwärtiger Gletscherspalten und großer Lawinengefahr bis heute zu den gefürchtetsten 8000er-Routen.
Während des Aufstieges 2003 schilderte Christian Kuntner: „Die Steilheit und Ausgesetztheit dieser über 3000 Meter in die Tiefe fallenden Eis- und Felsmauer ist atemberaubend. Jeder falsche Schritt endet im Nichts, bestenfalls drei Kilometer tiefer im vertikalen Fall am zerrissenen Gletscherfeld. Die Kletterschwierigkeiten überschreiten teilweise den V. Grad, die Neigungen der Eismauern liegen zwischen 60° und 90°, sind also senkrecht.“
Zwischen dem 16. und den 18. Mai 2005 fanden sich im Lager II auf rund 6000 Meter Höhe verschiedene Expeditionsteams ein, die sich nacheinander die Nordwand nach oben gekämpft hatten und nun wegen der schlechten Wetterlage (Blizzards und Schneefälle) festsaßen. Beim Versuch Fixseile anzubringen, um zum etwa 1000 Meter höher gelegenen Lager III zu gelangen, löste sich am Morgen des 18. Mai plötzlich eine Eislawine und begrub die um Kuntner kletternde Gruppe unter sich. Die verletzten Kletterer (Christian Kuntner, Stephan Paul Andres, Abele Blanc, Marco Camadona und Marco Barmasse) konnten zwar von ihren Kollegen geborgen werden, jedoch waren die inneren Verletzungen bei Kuntner so schwerwiegend, dass er wenig später im Zeltlager verstarb.

## Seidenstraße
Auch abseits der Berge unternahm Kuntner immer wieder außergewöhnliche Touren. So war sein Ziel 1998 die 10.000 km lange Seidenstraße, die längste Handelsstraße der Welt. In nur drei Monaten fuhr er mit dem Mountainbike die Strecke von Islamabad (Pakistan) über Kaschgar (China) bis nach Lhasa (Tibet), über Pässe und durch Wüsten.

## Publikationen
Christian Kuntner hat seine Achttausenderbesteigungen in einem Fotografienband festgehalten und mit Notizen versehen. Das Vorwort wurde von Reinhold Messner verfasst. Ziel des Bandes war es, alle 14 Achttausender auf seine Art zu dokumentieren. Durch eine tödliche Eislawine an seinem letzten Achttausender wurde die Arbeit an diesem Bildband jäh beendet. Der „Freundeskreis Christian Kuntner“ hat 2011 in Zusammenarbeit mit dem Provinz Verlag das von Kuntner geplante Buchprojekt unter dem Titel 13 1⁄2 Achttausender fertiggestellt und herausgegeben.